# Dodecaedro truncado aumentado
Em geometria, o dodecaedro truncado aumentado é um dos sólidos de Johnson (J68). Como o nome sugere é criado ao se acoplar uma cúpula pentagonal (J5) em uma face decagonal de um dodecaedro truncado.